# Honda CB650SC
La CB650SC (también llamada  Nighthawk 650) es una motocicleta fabricada por Honda de tipo Estándar que se vendió en los EE. UU. de 1982 a 1985.
En 1982 la Nighthawk reemplazó a la Custom de los años anteriores con un rediseño del tanque de combustible y las tapas laterales. En 1983-1985 un nuevo motor con nuevos árboles DOHC reemplazó el motor con SOHC de 1979-1982. El nuevo motor tenía buzos hidráulicos y estaba montado con espaciadores de hule para disminuir las vibraciones al cuadro. La transmisión final cambió de cadena a eje cardán para este nuevo motor.
Esta moto es de la categoría de deportiva touring y el primer modelo de ésta generación de las Honda cb 650 se comercializó al público general en el año 1978, por lo que estamos ante una generación de motos que tiene ya 44 años.
Para concretrarte las características de esta moto, decirte que tiene una cilindrada de 655.00 cc y una potencia total de 63.00 cv (46.0 kW) a 9000 rpm en un motor de cuatro cilindros en línea, 4 tiempos con arranque arranque eléctrico.
Cuando este modelo se comenzó a vender al particular, podías comprarla por 3095.0€.
Hoy, esta moto esta valuada en 18.000€.
- Datos: Q3786487